# Jiménez (Michoacán)
Jiménez è una municipalità dello stato di Michoacán, nel Messico centrale, il cui capoluogo è la località di Villa Jiménez.
La municipalità conta 13.275 abitanti (2010) e ha un'estensione di 195,05 km².
Il nome della località è dedicata a Mariano Jiménez, eroe della guerra d'indipendenza del Messico e governatore dello stato.